# Tankstation (Hiigo)
Tankstation is een nummer van de Nederlandse band Hiigo uit 2023. Het is de tweede single van hun debuut-EP Thuis.

## Achtergrondinformatie
"Tankstation" gaat over eenzaamheid, ongerealiseerde dromen, het moment waarop alles uit je handen glipt en het gevoel dat je opgepikt wil worden. Frontman Hans van der Werd schreef het nummer nadat hij bij het tankstation stond en zich eenzaam voelde. "Uiteindelijk is het nummer veel groter geworden dan dat. Het is een liedje dat bij alle bandleden heel erg leeft. Het gaat over de zware dingen in het leven: afscheid nemen, een leven waar je de kansen net niet hebt gegrepen, eenzaamheid. Het gaat over van alles en nog wat", aldus Van der Werf. Bassist Aart de Gier zei over het nummer: "Ook bij ons zijn er momenten waarop we het gewoon even niet meer weten. Daarom ook vinden we het belangrijk om nú dit verhaal te delen en deze single uit te brengen. Het gaat echt ergens over".
Het nummer werd een kleine radiohit in Nederland en bereikte de 41e positie in de Airplay Top 50. Naast airplay op NPO Radio 2 en NPO 3FM, stond het nummer enkele weken bovenaan in de Verrukkelijke 15 van NPO Radio 2 en in De Verlanglijst van NPO 3FM. Ook werd de plaat door de radio-dj's van NPO Radio 2 uitgeroepen tot TopSong in week 6.

## Tracklijst
Muziekdownload
1. "Tankstation" - 3:22